# خولوف
خولوف (به لاتین: Xuluf) یک منطقه مسکونی در جمهوری آذربایجان است که در شهرستان شمکر واقع شده است.